# 포트 리버티
포트 리버티(Fort Liberty)는 노스캐롤라이나주 페이엣빌, 컴벌랜드, 호크, 무어, 해르넷 카운티에 있는 미국 육군 공수부대와 특수작전부대의 기지(영어: Fort Liberty, Home of The Airborne and Special operations forces)이다. 면적이 650km2로서 4개 카운티에 걸쳐 있다.

## 역사
비용 6백만 달러를 들여 포병 훈련장으로서 1918년부터 1919년 11월 1일까지 건설되었다. Camp Bragg 캠프 브래그[*]는 내전 당시 아메리카 연합국에서 활약한 노스캐롤라이나주 토박이인 브랙스턴 브래그 장군의 이름을 땄으며, 캠프 안의 비행장은 케이프 피어 강에 추락하여 순직한 커티스 JN-4 조종사인 할리 H. 포프 중위의 이름을 따서 포프 비행장으로 지었다.
1921년 7월 21일, 제1차 세계 대전이 끝남에 따라 캠프 감축을 하는 게 좋다고 판단한 전쟁부가 캠프 폐쇄 명령을 내렸다. 같은 해 9월 16일, 캠프장 알버트 J. 보우레이 대장은 이에 반발하였고 전쟁부 장관이 캠프에 방문하여 폐쇄 명령을 취소하였다. 1922년 9월 30일, 영구적인 육군 기지가 됨에 따라 캠프 브래그에서 Fort Bragg 포트 브래그[*]로 개명되고, 그 후 1924년까지 2년간 건축물이 계속 건설되었다.
제2차 세계 대전 동안 인구가 1940년에는 5,400명에 도달하고 해가 지나면서 최대 159,000명까지 불어났다. 제2기갑사단, 제9보병사단, 제82공수사단, 제100보병사단, 제101공수사단이 이곳에서 훈련하였다. 종전 이후, 제82공수사단이 이곳에 영구 주둔을 하기 시작했다.
1951년 제18(XVIII)공수군단이 활동을 재개하고 이듬해 1952년부터 아론 뱅크 대령에 의해 제10특전단(10th SFG)이 창설되면서 특수부대과 관련 조직이 창설되기 시작하였다. 심리전 센터가 설립되었다. 1953년 11월 10일, 제10특전단의 절반이 독일로 흩어지고 남은 부대가 재편성되어 제7특전단이 되었다. 1961년 제5특전단, 1963년 11월 5일 제3특전단(3th SFG)이 창설되었다.
1967년, 훗날 파나마의 독재자가 되는 마누엘 노리에가가 이곳에서 심리전 훈련을 받았다.
1970년 2월, 제3특전단의 Jeffrey Robert MacDonald 제프리 로버트 맥도널드[*] 대위가 임신한 아내와 두 딸을 살해하였다. 그는 1979년 유죄 판결을 받았으며 10월 13일, 불명예 전역 처리되고 뉴욕주로 송환되었다.
1972년 6월, 제1군단지원사령부가 포트 브래그에 입주했다.
1989년, 제5특전단이 포트 캠벨로 이전했다.
1990년에 제18(XVIII)공수군단과 제82공수사단이 사막 폭풍 작전과 사막 방패 작전에 참전하여 사우디 아라비아에 전개했다. 걸프 전쟁 이후의 90년대 중반에 낢은 시설의 재건축 계획에 따라 목조 막사를 깡그리 뜯어 허물고 새로운 막사를 지었으며, 데버스 초등학교를 세웠다.
1995년 10월 27일, William Kreutzer, Jr. 윌리엄 크레우처 주니어[*] 병장이 총격을 벌여 18명이 죽거나 다쳤다. 그는 이병으로 강등 및 불명예 전역으로 처리되었다.
2005년에 개최된 기지 재할당 및 폐쇄 위원회에서의 협의로 조지아주의 포트 맥퍼슨이 문을 닫게 되자, 육군의 전력사령부(FORSCOM)와 예비군사령부(USARC)를 포트 브래그로 옮기기로 하고 두사령부가 함께 쓸 건물을 세웠다. 2011년 6월에 건축을 마쳤고 두 사령부는 6월 24일에 옮겨왔고, 제7특전단은 이글린 공군기지로 옮겨갔다.
2011년 1월 포프 비행장에 있던 제트기 전투 대대가 모두가 조지아주 무디 공군기지로 재배치되고, 3월 1일 미국 육군에서 포프 비행장을 관리하게 되면서 포트 브래그의 일부가 되었다.
2021년 1월 1일에 미국 상원이 《2021년 국방수권법》을 가결했는데, 이 법은 미국 의회에 아메리카 연합국 지도자의 이름을 딴 미국 국방부 소유 자산의 이름을 변경하기 위한 위원회를 설립할 것을 명령하도록 규정하고 있다. 2022년 5월에는 미국 의회 산하 위원회가 포트 브래그를 포트 리버티로 바꾸기로 결정했고, 2022년 10월 6일에 로이드 오스틴 국방부 장관이 해당 안건을 승인했다.

## 정보

### 지리와 생태
포트 리버티는 지리학적으로 북위 35시 8분 21초, 서경 78시 59분 57초(좌표: 35°8'21" 북위, 78°59'57" 서경, 소수점 좌표: 35.139064, −78.999143)에 있다. 1983년 멸종위기종 나비목 곤충인 Saint Francis' Satyr가 처음 발견되어 유일하게 살고 있으며, 인구조사국에 따르면, 이 기지의 전체 면적 49.2km2 (19마일) 중에서 지면은 49.1km2 (18.9마일), 수면은 0.2km2 (0.1마일)로, 전체 면적에서 0.32%를 차지한다.

### 인구 통계
그리고 2010년 인구 조사에서 면적 594.6km2에 39,457명이 거주하고 있는 것으로 통계 되었다. 4,315 세대가 18세 미만의 아동과 사는데, 그중 88.9%가 함께 사는 결혼한 부부, 7.2%는 남편 없이 현재 부인만 있으며, 그리고 2.3%는 가족이 없다. 2.1%의 세대가 혼자 살며 65세 이상의 세대는 0.0%로 없었다. 평균 세대수는 3.72명이며 가족들 수는 3.74명이다.

| 인구조사 | 인구   | Note | %±     |
| -------- | ------ | ---- | ------ |
| 1970년   | 46,995 |      | —      |
| 1980년   | 37,834 |      | −19.5% |
| 1990년   | 34,744 |      | −8.2%  |
| 2000년   | 29,183 |      | −16.0% |
| source:  |        |      |        |

## 입주

### 부대
- 전력사령부
- 육군특수작전사령부
- 예비군사령부
- 합동특수작전사령부
  - JSOC 정보여단
- 민사심리작전사령부
- 안보전력원조사령부
- 제18(XVIII)공수군단
  - 제82공수사단
  - 제3원정지원사령부
  - 제16군사경찰여단
  - 제18야전포병여단
  - 제20공병여단
  - 제44의무여단
  - 제525원정군사정보여단
- 제108방공포병여단
- 브래그 육군야전지원대대 (제406육군야전지원여단)
- 제900계약대대/MICC 포트 리버티
- 제4ROTC여단 (사관후보생사령부)
- 제50통신대대
- 제58항공연대, 3대대 (비행장 운영)
- 제192병기대대 (EOD) (제52병기단)
- 제139보병연대 (노스캐롤라이나 육군 국가방위대)
- 골든 나이츠

### 기관
- 공수 및 특수작전 시험과 (운영시험사령부)
- 안보전력원조훈련관리기구
- 워맥 육군의료원
- 포트 리버티 치의처 (DENTAC)
- 합동상호운용부 (합동상호운용성데이터링크훈련소)
- 존 F. 케네디 특수전센터학교

## 예속 시설
- 캠프 맥켈
- 시몬스 육군 비행장
- 포프 육군 비행장

## 같이 보기
- 선도대
- 미국 육군 전력사령부

## 참고
1. ↑  “The Devil and Jeffrey MacDonald”. Vanity fair. 1998년 7월. 2012년 4월 14일에 원본 문서에서 보존된 문서. 2012년 5월 6일에 확인함.
2. ↑  “CENSUS OF POPULATION AND HOUSING (1790–2000)”. 미국 인구조사국. 2012년 3월 25일에 원본 문서에서 보존된 문서. 2012년 5월 6일에 확인함.
3. ↑  “CENSUS OF POPULATION AND HOUSING (1790–2000)”. U.S. Census Bureau. 2021년 7월 1일에 원본 문서에서 보존된 문서. 2010년 7월 25일에 확인함.